# F. C. Augsburgo
El F. C. Augsburgo (oficialmente y en alemán: Fußball-Club Augsburg 1907 e. V.) es un club de fútbol profesional alemán de la ciudad de Augsburgo, en Baviera. Fue fundado el día 8 de agosto de 1907 y compite en la 1. Bundesliga, la máxima categoría del fútbol nacional. Disputa sus partidos como local en el estadio WWK Arena, inaugurado en 2009. Recordado por su gran hazaña venciendo a la selección de Eslovenia en tiempo extra, con un gol de oro, en su sede de San Martín de Tours. Los fanáticos lo recuerdan con una enorme bandera que contiene la leyenda "KemuRandy LTA".

## Uniforme
- Uniforme titular:  Camiseta blanca con mangas verdes, pantalón blanco y medias blancas.
- Uniforme alternativo: Camiseta roja, pantalón rojo y medias rojas.
- Tercer uniforme: Camiseta negra con mangas rojas, pantalón negro y medias negras.

### Titular
| 2010-2011 | 2011-2012 | 2012-2013 | 2013-2014 | 2014-2015 | 2015-2016 |
| 2016-2017 | 2017-2018 | 2018-2019 | 2019-2020 | 2020-2021 | 2021-2022 |

## Estadio
En 2009 inauguró su nuevo estadio, el Impuls Arena, con una capacidad de 30 000 espectadores.
|  |  |

## Entrenadores
| - (1927–1930) Hans Semmler - (1934–1937) Hans Semmler - (1937–1939) Conny Heidkamp - (1939–1940) Franz Schebian - (1940–1941) Conny Heidkamp - (1945–1946) Karl Weber - (1946) Josef Pöttinger - (1946–1947) Georg Fischer - (1947–1948) Georg Ertl - (1948–1949) Ludwig Tretter - (1949–1951) Josef Pöttinger - (1951–1952) Karl Striebinger - (1952–1953) Karl Sesta - (1953–1956) Hans Hipp - (1956–1957) Fritz Rebell - (1957–1959) Ernst Reitermeyer - (1959–1960) Karl Striebinger - (1960–1961) Robert Gebhardt - (1961–1963) Hans Hipp - (1963–1964) Karl-Heinz Spikofski - (1964–1967) Fritz Schollmeyer - (1967–1968) Kurt Helbig, Horst Bachmann - (1968–1970) Herbert Erhardt - (1970–1971) Georg Lechner - (1971) Slobodan Čendić - (1971–1973) Kurt Schwarzhuber - (1973–1975) Milovan Beljin - (1975) Volker Kottmann - (1975–1976) Gerd Menne - (1976–1977) Max Merkel | - (1977–1978) Werner Olk - (1978) Heiner Schuhmann - (1978) Werner Sterzik - (1979) Hans Cieslarczyk - (1979–1980) Heiner Schuhmann - (1980–1981) Heinz Elzner - (1981) Heiner Schuhmann - (1981–1984) Hannes Baldauf - (1984–1986) Paul Sauter - (1986–1988) Heiner Schuhmann - (1989) Helmut Haller - (1989) Jimmy Hartwig - (1989–1990) Dieter Schatzschneider - (1990) Gernot Fuchs - (1990–1995) Armin Veh - (1995–1996) Karsten Wettberg - (1996) Helmut Riedl - (1998–1999) Gerd Schwickert - (1999) Alfons Higl - (1999) Heiner Schuhmann - (2000) Hans-Jürgen Boysen - (2000–2002) Gino Lettieri - (2002–2003) Ernst Middendorp - (2003–2004) Armin Veh - (2004–2007) Rainer Hörgl - (2007–2008) Ralf Loose - (2008–2009) Holger Fach - (2009–2012) Jos Luhukay - (2012-2016) Markus Weinzierl - (2016-2019) Manuel Baum - (2019-2020) Martin Schmidt | - (2020-2021) Heiko Herrlich - (2021-2022) Markus Weinzierl - (2022-2023) Enrico Maaßen - (2023-2025) Jess Thorup - (2025-) Sandro Wagner |

## Palmarés
| Torneos nacionales           | Títulos | Subcampeonatos |
| ---------------------------- | --- | -------------- |
| Segunda División Alemana (3) | 1947/48, 1960/61, 1973/74                                                                                           |                |
| Tercera División Alemana (6) | 1965/66, 1972/73, 1979/80, 1981/82, 1993/94, 2005/06                                                                |                |
| Cuarta División Alemana (1)  | 2001/02 |                |
| Copa de Baviera (1)          | 1950/51 |                |
| Copa de Suabia (13)          | 1964/65, 1968/69, 1969/70, 1970/71, 1971/72, 1976/77, 1979/80, 1985/86, 1987/88, 1992/93, 1995/96, 1998/99, 2001/02 |                |